# Mauricio Rodriguez Rocha
Mauricio Rodriguez Rocha (Bogotá - Colombia) Es un docente, investigador y escritor colombiano. Ha sido autor de libros con diversos temas como filosofía, historia, epistemología entre otros.

## Publicaciones
- La ideología del movimiento 19 de abril "M-19" de 1974 a 1991 (2017)
- Tiahuanaco: Una antigua cultura olvidada en los Andes (2024)
- Sangre Imperial - Los Julio Claudio y el poder en Roma. El ascenso y la caída de Roma desde la República hasta el Imperio (2023)
- Mas allá de la materia: Leucipo y Demócrito en la Filosofía y la ciencia (2023)
- Conocimiento y Cultura (2022)